# Jalal Talebi
Jalal Talebi (Teheran, 23 marzo 1942) è un allenatore di calcio ed ex calciatore iraniano, di ruolo centrocampista.